# Lăzarea
Lăzarea (em húngaro: Gyergyószárhegy) é uma comuna romena localizada no distrito de Harghita, na região histórica da Transilvânia. A comuna possui uma área de 80.88 km² e sua população era de 3556 habitantes segundo o censo de 2007.